# Zupčanik
Zupčanik je strojni dio valjkasta ili stožasta oblika s ravnomjerno raspoređenim zupcima po obodu. U paru s drugim zupčanikom, pri čemu je svaki učvršćen na svojem vratilu, služi za prijenos kružnog (rotacijskoga) gibanja i snage između vratila. Jedan ili više parova zupčanika, s vratilima, ležajevima, kućištem i odgovarajućim priborom, čine zupčanički prijenosnik. Svaki par zupčanika čini jedan stupanj prijenosa, pa zupčanički prijenosi mogu biti jednostupanjski ili višestupanjski (prijenosni omjer). Poput drugih mehaničkih prijenosnika najčešće služe za redukciju (smanjivanje) brzine vrtnje (reduktor) od pogonskoga na gonjeno vratilo, to jest od pogonskoga na gonjeni stroj. 
Oblik zupčanika ovisi o međusobnom položaju pogonskog i gonjenoga vratila: 
- ako su vratila usporedna, prijenos gibanja ostvaruje se valjkastim (cilindričnim) zupčanicima ili čelnicima s ravnim, kosim, lučnim (zavojnim) ili strelastim zupcima, pri čemu veći zupčanik može imati i unutrašnje ozubljenje. U tu skupinu pripadaju i ozubljene letve (zupčanici s beskonačnim promjerom), kojima se kružno gibanje zupčanika pretvara u ravnocrtno gibanje letve ili, rjeđe, obratno.
- ako se osi vratila međusobno sijeku (najčešće pod pravim kutom), prijenos gibanja ostvaruje se stožastim (koničnim) zupčanicima ili stožnicima.
- kada se osi pogonskog i gonjenoga vratila mimoilaze, prijenos se ostvaruje zupčanicima koji teorijski imaju oblik hiperboloida, a aproksimiraju se stožastim zupčanicima (takozvani hipoidni prijenos) ili valjkastim zupčanicima (vijčani prijenos), sa zakrivljenim ili kosim zupcima.
- često se primjenjuju i pužni prijenosi, koji se sastoje od pužnoga vijka (zupčanika malog promjera izduženoga u aksijalnom smjeru) i pužnoga kola (zupčanika s kosim zubima s kutom nagiba i bokovima prilagođenima navoju pužnoga vijka).

Za pravilan rad zupčanika u zahvatu, točke trenutačnoga dodira zubaca koji se nalaze u zahvatu moraju imati jednake komponente brzina (gledano u smjeru okomice na zajedničku tangentu u točki dodira). Tada će prijenosni omjer tijekom valjanja jednoga zupca po drugom ostati nepromijenjen, što se postiže posebnim oblikovanjem boka zubaca u obliku krivulje. Zupčanici s takozvanim evolventnim ili kvazievolventnim bokom zubaca (ozubljenjem) čine oko 98% zupčanika. U prednosti su pred ostalim zupčanicima, jer su neosjetljivi na manje promjene osnoga razmaka (izazvane na primjer pogreškama u montaži) i izrada im nije tako zahtjevna kao što je to na primjer kod cikloidnog ozubljenja. Većina današnjih zupčanika ima normirana geometrijska svojstva (uglavnom preko takozvanog modula zupčanika), na primjer promjer diobene kružnice (kružnica prema kojoj se određuje razmak zubi), broj zuba, korak zuba (razmak među zubima mjeren po diobenoj kružnici), vanjski promjer zupčanika.
Zupčanici prenose okretno gibanje s jednog vratila na drugo pomoću veze oblikom, koju čini zahvat zubi. Zupčanim prijenosnicima nije prema tome potreban poseban prijenosni dio kao kod remenskog prijenosa ili lančanog prijenosa. Razlikuju se prijenosnici sa stalnim prijenosnim omjerom (na primjer između pogonskog i radnog stroja), mjenjači brzina, kod kojih se dovođenjem u zahvat različitih zupčanika, prijenosni omjer može mijenjati (na primjer kod motornih vozila i alatnih strojeva), razdjelni prijenosnici za istodobni pogon više vratila (na primjer viševretene bušaće glave).

## Prednosti i nedostaci
Prednosti:
- visok stupanj iskorištenja (≥ 0,98),
- velika trajnost i izdržljivost,
- male dimenzije, i
- mogu se upotrebljavati za prijenos od najmanjih do najvećih snaga, te od najmanje do najveće brzine vrtnje.

Nedostaci:
- najskuplji od mehaničkih prijenosnika (izuzev pužnih prijenosnika),
- vibracije i šumovi zbog krutog prijenosa okretnog momenta, i
- zahtijeva se vrlo točna obrada.

## Povijest
Preteča su današnjih zupčanika primitivni drveni zupčanici, s letvicama ili stupićima (svornjacima) umjesto zubaca. Služili su čak i za prijenose gibanja s osima koje se sijeku, a koristili su se već u drevnom Egiptu, približno između 3000. i 2000. pr. Kr., u uređajima za natapanje. Poslije ih je usavršio Arhimed oko 285. pr. Kr. Danas se zupčanici najčešće izrađuju od metala (čelika ili bronce) ili plastike, tek iznimno od drva, i to lijevanjem, te odvalnim glodanjem ili dubljenjem. Najraniji zapis o zupčaniku potječe od Herona iz godine 50. Najstariji pronađeni zupčani prijenosnik je mehanizam iz Antikitere, koji je služio za mjerenje položaja nebeskih tijela, a smatra se da potječe oko 100. do 150. pr. Kr.

## Vrste zupčanika

### Vanjsko i unutarnje ozubljenje
Prijenosni omjer (oznaka:R) je odnos brzine vrtnje NA ili kutne brzine ωA malog zupčanika prema brzini vrtnje NB ili kutnoj brzini ωB velikog zupčanika. Prema najnovijim ISO propisima treba prijenosnom omjeru dodati negativni predznak ako je smjer vrtnje jednog zupčanika suprotan smjeru vrtnje drugog zupčanika:
{\displaystyle R={\frac {\omega _{A}}{\omega _{B}}}={\frac {N_{B}}{N_{A}}}.}
Da bi prijenosni omjer ostao u svakom dijelu okretnog gibanja stalan, potrebno je da bokovi zuba imaju određen oblik. Bokovi zuba u zahvatu moraju za cijelo vrijeme trajanja zahvata da budu u međusobnom dodiru i da valjajući se jedan po drugom ostvaruju gibanje. Budući da su bokovi zupčanika zakrivljeni, oni se, gledajući samo u ravnini crtanja, dodiruju u pojedinim točkama. Prema zakonima kinematike dva tijela, koja se kreću različitim brzinama, ostaju u dodiru samo onda kada njihove komponente brzina okomite na tangente trenutnih točaka dodira (normalne komponente) imaju isti smjer i ako su međusobno jednake.
Linije po kojima se zupčanici međusobno valjaju nazivamo kinematske kružnice. Dvije kinematske kružnice dodiruju se međusobno u kinematskom polu, koji leži na spojnici centara spregnutih zupčanika. Ozubnica ili ozubljena letva je vijenac čelnika s beskonačno velikom kinematskom kružnicom. Kinematska kružnica je prema tome pravac (prostorno gledano to je zapravo kinematska ploha!). Takva se ozubljena nazivaju ozubljenja s ravnim bokovima (plosnato ozubljenje). Kod evolventnog ozubljenja postaje u tom slučaju i temeljna kružnica beskonačno velika, a isto tako i polumjer zakrivljenja bokova, pa i oni postaju pravci. To je posebna prednost, jer se s jednostavnim alatima s ravnim bokovima može ozubiti svaki zupčanik s vanjskim ozubljenjem. Zbog toga upotrebljava se profil ozubnice kao standardni profil (ISO 53, DIN 878) za sve zupčanike. Zupčanici s vanjskim ozubljenjem moraju se sprezati sa standardnim profilom. Kut zahvatne linije (kut dodirnice profila) standardiziran je s α = 20º. Kinematska linija standardnog profila naziva se srednja linija profila.
S povećanjem kinematske kružnice može se ići i dalje u negativno područje, pa zupčanik s vanjskim ozubljenjem prelazi preko zubne letve (ozubnice) na zupčanik s unutarnjim ozubljenjem.

### Čelnici s ravnim zubima
Čelnici s ravnim zubima u jednom stupnju prijenosa može ostvariti prijenosni omjer oko 8. Vratila su im u pravilu paralelna. S dva stupnja prijenosa moguće je ostvariti prijenosni odnos 45, a s tri stupnja prijenosa do 200. Izvode se za snage do oko 20 000 kW i ulazne brojeve okretaja do 100 000 okretaj/minuta, odnosno, obodne brzine do 200 m/s. Iskoristivost im se kreće po stupnju prijenosa i do 99,5%, zavisno od izvedbe i veličine. Kod malih snaga mirnoća hoda postiže se i ugradnjom jednog čelnika u paru od umjetnih materijala.

### Čelnici s kosim (helikoidnim) zubima
Čelnici s kosim (helikoidnim) zubima u jednom stupnju prijenosa može ostvariti prijenosni omjer oko 20. Vratila mogu biti paralelna ili okomita. S dva stupnja prijenosa moguće je ostvariti prijenosni odnos 60, a s tri stupnja prijenosa do 300. Mirniji hod postiže se primjenom čelnika s kosim zubima (veći stupanj prekrivanja), ali se s povećanjem kuta kosine zuba povećava i aksijalna sila, što postavlja dodatne zahtjeve za ležaje.
Ako spojimo sve dodirne točke zupčanika, u kojima se dodiruju bokovi, dobivamo zahvatnu liniju (dodirnicu profila). Prostorno gledano, dobivamo površinu zahvata. Zahvatna linija je apsolutna putanja dodirne točke. S druge strane, dodirna točka putuje i uzduž boka. Na taj način bokovi predstavljaju relativnu putanju dodirne točke. Jednom zadanom boku pripada posve određen suprotan bok i zahvatna linija. Obrnuto, zadanoj zahvatnoj liniji pripada određen par bokova. 
Zbog svojih prednosti kao što su relativno jednostavna izrada zupčanika i neosjetljivost prijenosnog omjera na manje promjene osnog razmaka, profil boka zuba zupčanika se najčešće izrađuje u obliku evolvente. Kod evolventnog ozubljenja kut zahvata konstantan, kao i promjeri temeljnih krugova, a zahvat bokova odvija se po tom pravcu koji se zato naziva dodirnica ili zahvatna linija, a zahvatni kut se naziva joši kut dodirnice.

### Čelnici sa strelastim zubima
Čelnici sa strelastim zubima se koriste kada je aksijalna sila velika i da ne bi došlo do velikog bočnog pomicanja između dva čelnika. Nedostatak je vrlo skupa izrada. 

### Stožnici s ravnim ili kosim zubima
Gledano prostorno, evolventni bok čelnika s ravnim zubima nastaje valjanjem ravnine po plaštu valjka. Kod stožnika dobit ćemo evolventni bok valjanjem ravnine po stožcu oko zajedničkog centra. Tada su sve točke evolvente jednako udaljene od vrha temeljnog stožca. Dobivena evolventa leži, prema tome, na površini kugle. Ona je, za razliku od evolvente kružnice, evolventa kugle ili sferna evolventa. 
Stožnici s ravnim ili kosim zubima primjenjuju se s ukrštenim vratilima za prijenosne omjere do 6. Za prijenosne omjere veće od 1,2, prijenosnik s parom stožnika skuplji je od prijenosnika s parom čelnika, a za prijenosni omjer veći od 2,7 skuplji je i od kombiniranog prijenosnika s parom čelnika i parom stožnika. Stoga se rijetko upotrebljavaju za redukciju i multiplikaciju okretnog momenta, a češće za promjenu toka snage. U pogledu opteretivosti približno vrijede isti podaci kao kod čelničkog ozubljenja. Za veće zahtjeve ozubljuju se koso i spiralno, te toplinski obrađuju.

### Stožnici sa zakrivljenim zubima
Stožnici sa zakrivljenim zubima primjenjuju se s ukrštenim vratilima za prijenosne omjere do 10. Oni rade mirnije od stožnika s ravnim ili kosim zubima, zbog dodatnog stupnja sprezanja bočnih linija, a i s manje udara. Bokovi jednog zupčanika imaju desni, a drugog lijevi uspon.

### Pužni prijenosnik
Pužni prijenosnik je vijčanik s osima koje se sijeku najčešće pod kutom od 90º. Pogonski dio prijenosnika je puž ili pužni vijak, koji može biti jednovojni ili viševojni, valjkasta ili globoidna oblika, a gonjeni dio je pužno kolo. Oni imaju sposobnost ostvarivanja veoma velikog prijenosnog odnosa u jednom stupnju (i do 100), ali im s porastom prijenosnog odnosa pada stupanj iskorištenja (kod i = 100 oko 45%). Za razliku od većine zupčastih prijenosnika, pužni prijenosnici veoma tiho rade, a imaju i sposobnost (donekle) prigušenja vibracija. Za veće prijenosne odnose neke izvedbe dosta su jeftinije od kombiniranih prijenosnika s čelnicima i stožnicima (do razmaka osi 100 mm). Rade se izvedbe do 1000 kW s izlaznim momentom do 2500 Nm, te do 30 000 okretaj/min i obodne brzine 70 m/s.

### Mehanizam sa zupčastom letvom
Mehanizam sa zupčastom letvom ima ozubljena letvu (ozubnica) čiji je zupčanik s beskonačanin polumjerom. Profil ozubnice je standardni profil za čelnike i stožnike. Bokovi zuba ozubnice su ravni. Ona je standardizirana prema ISO 53 (1998.). 

### Planetarni prijenosnik
Planetarni prijenosnik omogućava velike prijenosne omjere i prenosi velike snage, jer se snaga dijeli na više zupčanika (planeta) i više zahvata. Nedostatak im je složena izrada, ugradnja i održavanje. 

## Pojmovi vezani za zupčanike
- Prijenosni omjer (oznaka:R) je odnos brzine vrtnje NA ili kutne brzine ωA malog zupčanika prema brzini vrtnje NB ili kutnoj brzini ωB velikog zupčanika. Prema najnovijim ISO propisima treba prijenosnom omjeru dodati negativni predznak ako je smjer vrtnje jednog zupčanika suprotan smjeru vrtnje drugog zupčanika:[4]

{\displaystyle R={\frac {\omega _{A}}{\omega _{B}}}={\frac {N_{B}}{N_{A}}}.}
- Modul (oznaka: m): to je osnovna mjera veličine zuba i on je standardiziran i raspoređen u 3 reda. Prioritet imaju moduli 1. reda. (m = p / π = d / N);
- Broj zubiju zupčanika (oznaka: N): ukupan broj zubiju jednog zupčanika;
- Korak (oznaka: p): lučna mjera uzastopnih lijevih, odnosno desnih bokova (ako je bez indeksa onda je to korak na diobenoj kružnici). Zbog pojednostavljenja proračuna i izrade, usvojeno je da je korak višekratnik broja π (p = m π = d π / N);
- Diobena kružnica: to je temeljna veličina za proračun dimenzija zupčanika. To je ona zamišljena kružnica na kojoj je ispunjeno p = m π;
- Diobeni promjer (oznaka: d): to je računska veličina, koja se na zupčaniku ne može mjeriti, a definiran je tako da je opseg diobene kružnice jednak umnošku koraka p i broja zubi N (d = m N).
- Kinematske kružnice su kružnice po kojima se zupčanici međusobno valjaju. Dvije kinematske kružnice dodiruju se međusobno u kinematskom polu, koji leži na spojnici centara spregnutih zupčanika;
- Temeljna kružnica je kružnica od koje počinje evolventa na zubu;
- Zahvatna linija: nju dobivamo ako spojimo sve dodirne točke zupčanika, u kojima se dodiruju bokovi. Prostorno gledano, dobivamo površinu zahvata. Zahvatna linija je apsolutna putanja dodirne točke. Kod evolventnog ozubljenja zahvatna linija je pravac. Kod cikloidnog ozubljenja zahvatna linija je luk;
- Kut zahvatne linije: standardiziran je s α = 20º i kod evolventnog ozubljenja je konstantan. To je kut tangente u točki dodira i spojnice osi vrtnje;
- Visina tjemena zuba (oznaka: a): radijalna udaljenost od diobene kružnice do vanjskog dijela (tjemena) zuba. Kod normalnih zuba vrijedi: a = m;
- Visina podnožja zuba (oznaka: b): radijalna udaljenost od diobene kružnice do unutarnjeg dijela (korijena) zuba;
- Visina zuba (oznaka: ht): zbroj visine tjemena zuba i visine podnožja zuba (ht = a + b);
- Promjer tjemene kružnice (oznaka: Do): vanjski promjer zupčanika;
- Promjer podnožne kružnice: promjer između dva suprotna korijena zuba;
- Tjemena zračnost: zračnost između vrha zuba jednog zupčanika i korijena zuba drugog zupčanika. Obično iznosi 0,2 m;
- Debljina zuba: m π / 2 = p / 2;
- Širina uzubine: m π / 2 = p / 2;
- Minimalni broj zubi: uzima se da je 14 (teoretski 17) kod ravnog ozubljenja, da ne dođe do podrezivanja. Ako je broj zuba zupčanika mali, alat ulazi u podnožje zuba podrezujući ga.
- Podrezivanje: to je skidanje materijala u korijenu zuba ako postoji mogućnost da vrh većeg zupčanika dodiruje manji zupčanik. Podrezanost se može smanjiti povećanjem broja zubi malog zupčanika. Isto tako, povećanjem kuta zahvatne linije može se izbjeći podrezivanje.
- NULTI zupčanici su oni kod kojih srednja linija osnovnog (standardnog) profila tangira diobene kružnice (u kinematskom polu). Kod NULTIH zupčanika razlika između diobene i kinematske kružnice je NULA.
- NULTI razmak osi: = m / 2 (NA + NB); gdje je NA – broj zubiju malog zupčanika, NB – broj zubiju velikog zupčanika, m – modul zupčanika;
- Pomak profila: za razliku od cikloidnog ozubljenja, evolventno ozubljenje je neosjetljivo na povećanje osnog razmaka. Jedino se time mijenja kut zahvatne linije, postaje veći i naziva se pogonski kut zahvatne linije. Pomak profila je zapravo povećanje razmaka osi, a time i razmicanje jednog zupčanika od drugog, pa se tjemena i bočna zračnost povećavaju;
- V-minus zupčanici: nastaje kod negativnog pomaka profila, ako se smanji tjemeni promjer kola, a alat za određenu veličinu pomakne izratku;
- V-plus zupčanici: nastaje kod pozitivnog pomaka profila, ako se poveća tjemeni promjer kola, a alat za određenu veličinu odmakne od izratka;
- Stupanj prekrivanja: zbog postizanja kontinuiranog okretnog gibanja, bez eventualnih prekida, mora novi par zubi ući u zahvat prije nego što par zubi, koji je u zahvatu, izađe iz zahvata. To znači da mora postojati prekrivanje;
- Zajednička visina zubi: to je suma visina zubi mjerena od kinematskih kružnica obaju zupčanika;

### Pojmovi vezani za zupčanike s kosim zubima
- Kut nagiba boka zuba (oznaka: ψ): to je kut zakošenja boka čelnika s kosim zubima prema osi vrtnje;
- Normalni modul (oznaka: mn): to je modul koji se odnosi na normalni profil;
- Čeoni modul (oznaka: mt): mt = mn / cos ψ

### Pojmovi vezani za zupčanike s pužnim prijenosom
- Broj zuba puža: to je broj izrađenih zuba u ravnini okomitoj na os vrtnje.
- Faktor oblika puža: to je odnos srednjeg promjera i modula

## Nosivost zupčanika

### Nosivost korijena zuba
Sila koja se prenosi zubima s hvatištem koje se pomiče, ovisno o trenutnoj točki dodira zupčanog para, opterećuje zube na savijanje. Najveće naprezanje u korijenu zuba nastaje onda kada sila djeluje na tjemenu zuba i kad se u zahvatu nalazi samo jedan par zubi. Tlačno naprezanje od savijanja je veće nego vlačno. Ipak naprezanje na vlak od savijanja je mjerodavno za lom zuba. S obzirom na to da je zub za vrijeme jednoga okretaja samo kraće vrijeme stvarno opterećen,ovdje se radi o titrajnom opterećenju koje može dovesti do loma zbog zamora materijala. Samo ako su promjene smjera vrtnje česte, ili ako se radi o međuzupčanicima koji su istodobno u zahvatu s dva zupčanika, od kojih je jedan pogonski, a drugi gonjeni korijen zuba je opterećen izmjenično promjenjivo.

### Nosivost bokova zubi
Pri prijenosu snage bokovi zubi se međusobno relativno gibaju. Pri ovom gibanju dolazi do pojave kontaktnog (Hertzovog) pritiska na dodirnim površinama. Zbog ovog pritiska, ovisno o stanju hrapavosti površine, te o čvrstoći bokova, kapljice maziva bivaju utisnute u mikropukotine i dolazi do razaranja površine. Tijekom rada, ove se rupice povećavaju, površina zuba se sve više oštećuje, dolazi do grešaka geometrije, te na kraju do loma zuba.  Pojava rupičenja je najizraženija u području oko diobenog (kinematskog) promjera, jer su tu najveći kontaktni pritisci.

### Nosivost u odnosu na zaribavanje i trošenje
Kod nepovoljnih kombinacija opterećenja, brzina klizanja, faktora trenja bokova, kakvoće površine obrade i temperature ulja, može doći do prekida uljnoga filma, a time i do metalnoga dodira bokova. Povećanim trenjem metalnih površina dolazi do pojačanog zagrijavanja i do hrapavljenja. Nadvišenja nastala hrapavljenjem zavaruju se, a odmah nakon toga kidaju se zavarena mjesta. Zbog toga bivaju oba boka oštećena i naborana. Nosivost uvjetovana opterećenjem na zaribavanje nazivamo nosivost u odnosu na zaribavanje.
Do trošenja bokova dolazi kada zupčanici rade u području suhog ili mješovitog trenja. Prekomjerno trošenje može dovesti do toga da zupčanici postanu neupotrebljivi. Nosivost uvjetovana opterećenjem na trošenje nazivamo nosivošću u odnosu na trošenje.

## Vanjske poveznice
|  | Zajednički poslužitelj ima još gradiva o temi Zupčanik |